# Peronne Communal Cemetery Extension
Peronne Communal Cemetery Extension is een begraafplaats gelegen in de Franse plaats Peronne (Somme). De militaire graven worden onderhouden door de Commonwealth War Graves Commission.
De begraafplaats telt 1405 geïdentificeerde graven waarvan 1372 Gemenebest graven uit de Eerste Wereldoorlog, 29 overige graven uit de Eerste Wereldoorlog en 4 Gemenebest-graven uit de Tweede Wereldoorlog.